# Габровац
Габровац или Габровец (на сръбски: Габровац или Gabrovac) е село в Сърбия, община Палилула. В 2002 година селото има 1189 жители.

## История
В Габровац се намира манастирската църква „Света Троица“, градена през 13 век и смятана за най-старата запазена църква в Нишко.
При избухването на Балканската война в 1912 година един човек от Габровац е доброволец в Македоно-одринското опълчение.

## Личности
Родени в Габровац
- Христо Н. Маринов, македоно-одрински опълченец, Нестроева рота на 8 костурска дружина[3]